# Verde d'Este
Verde d'Este (Ferrara, 1354 – Ferrara, 20 agosto 1400) è stata una nobile italiana.

## Biografia
Verde d'Este, nota anche come Viridis d'Este, era figlia di Aldobrandino III d'Este, marchese di Ferrara, e di Beatrice da Camino. Fu sorella di Obizzo II, che si ribellò al potere di Alberto V d'Este e per questo decapitato, con la madre. Andò sposa molto giovane al nobile tedesco Gian Corrado, duca di Teck, e rimase vedova prestissimo, nel 1388.
Si ritirò nel convento di San Guglielmo di Ferrara con alcune delle sue amiche nobili seguendo la regola di santa Chiara. Mori nel suo convento, dopo esserne divenuta badessa, il 20 agosto 1400.

## Ascendenza
|                         |                          |                        | Genitori                    |  |  | Nonni |  |  | Bisnonni               |  |  | Trisnonni        |  |
|                         |                          |                        |                             |  |  |       |  |  | Aldobrandino II d'Este |  |  | Obizzo II d'Este |  |
|                         |                          |                        |                             |  |  |       |  |  | Aldobrandino II d'Este |  |  | Obizzo II d'Este |  |
|                         |                          | Jacopina Fieschi       |                             |  |  |       |  |  | Aldobrandino II d'Este |  |  |                  |  |
| Obizzo III d'Este       |                          |                        |                             |  |  |       |  |  | Aldobrandino II d'Este |  |  |                  |  |
|                         |                          | Alda Rangoni           | Tobia Rangoni               |  |  |       |  |  |                        |  |  |                  |  |
|                         |                          | Alda Rangoni           | Tobia Rangoni               |  |  |       |  |  |                        |  |  |                  |  |
|                         |                          | Alda Rangoni           | Caracosa Lupi               |  |  |       |  |  |                        |  |  |                  |  |
| Aldobrandino III d'Este |                          | Alda Rangoni           |                             |  |  |       |  |  |                        |  |  |                  |  |
|                         |                          | Iacopo Ariosti         | …                           |  |  |       |  |  |                        |  |  |                  |  |
|                         |                          | Iacopo Ariosti         | …                           |  |  |       |  |  |                        |  |  |                  |  |
|                         |                          | Iacopo Ariosti         | …                           |  |  |       |  |  |                        |  |  |                  |  |
| Lippa Ariosti           |                          | Iacopo Ariosti         |                             |  |  |       |  |  |                        |  |  |                  |  |
|                         |                          | …                      | …                           |  |  |       |  |  |                        |  |  |                  |  |
|                         |                          | …                      | …                           |  |  |       |  |  |                        |  |  |                  |  |
|                         |                          | …                      | …                           |  |  |       |  |  |                        |  |  |                  |  |
| Verde d'Este            |                          | …                      |                             |  |  |       |  |  |                        |  |  |                  |  |
|                         | Guecellone VII da Camino | Gherardo III da Camino |                             |  |  |       |  |  |                        |  |  |                  |  |
|                         | Guecellone VII da Camino | Gherardo III da Camino |                             |  |  |       |  |  |                        |  |  |                  |  |
|                         | Guecellone VII da Camino | ?                      |                             |  |  |       |  |  |                        |  |  |                  |  |
| Rizzardo VI da Camino   | Guecellone VII da Camino |                        |                             |  |  |       |  |  |                        |  |  |                  |  |
|                         |                          | Mabilia Sambonifacio   | Vinciguerra di Sambonifacio |  |  |       |  |  |                        |  |  |                  |  |
|                         |                          | Mabilia Sambonifacio   | Vinciguerra di Sambonifacio |  |  |       |  |  |                        |  |  |                  |  |
|                         |                          | Mabilia Sambonifacio   | Cappellina degli Scrovegni  |  |  |       |  |  |                        |  |  |                  |  |
| Beatrice da Camino      |                          | Mabilia Sambonifacio   |                             |  |  |       |  |  |                        |  |  |                  |  |
|                         |                          | Alboino della Scala    | Alberto I della Scala       |  |  |       |  |  |                        |  |  |                  |  |
|                         |                          | Alboino della Scala    | Alberto I della Scala       |  |  |       |  |  |                        |  |  |                  |  |
|                         |                          | Alboino della Scala    | Verde di Salizzole          |  |  |       |  |  |                        |  |  |                  |  |
| Verde della Scala       |                          | Alboino della Scala    |                             |  |  |       |  |  |                        |  |  |                  |  |
|                         |                          | Caterina Visconti      | Matteo I Visconti           |  |  |       |  |  |                        |  |  |                  |  |
|                         |                          | Caterina Visconti      | Matteo I Visconti           |  |  |       |  |  |                        |  |  |                  |  |
|                         |                          | Caterina Visconti      | Bonacossa Borri             |  |  |       |  |  |                        |  |  |                  |  |
|                         |                          | Caterina Visconti      |                             |  |  |       |  |  |                        |  |  |                  |  |